# Nicholas Barbon
Nicholas Barbon (1640 – 1698) è stato un economista e speculatore finanziario inglese. Il suo nome di battesimo era Nicholas If-Jesus-Christ-Had-Not-Died-For-Thee-Thou-Hadst-Been-Damned Barebone.
Fu considerato, dai critici del mercantilismo, uno dei primi sostenitori del libero mercato. 

## Opere

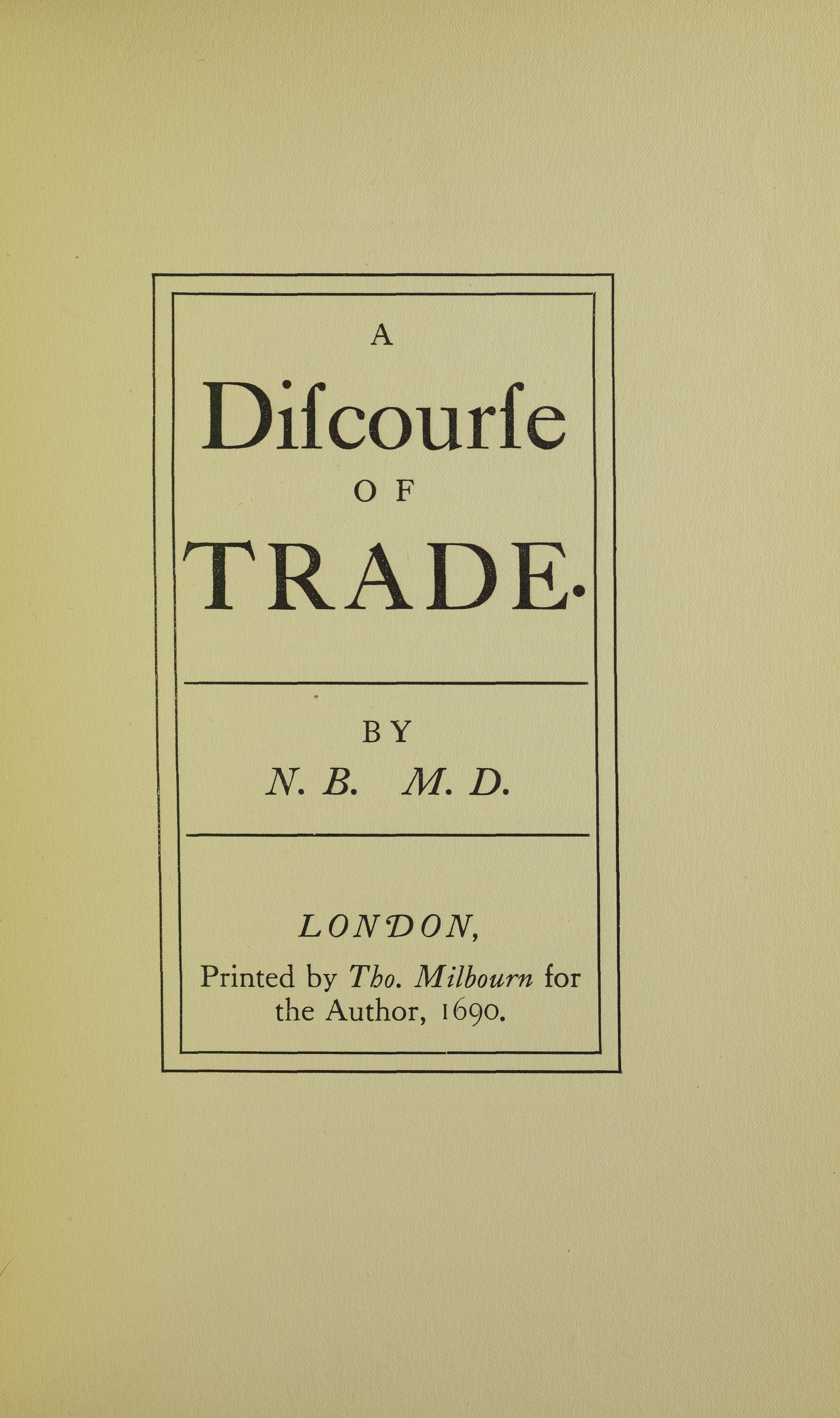
A Discourse of Trade, 1690

- (EN) A Discourse of Trade, Baltimore, Johns Hopkins Press, 1905  [1690].